# Anke Helsen
Anke Helsen (Eindhoven, 19 april 1955) is een Belgische actrice van Nederlandse afkomst. Zij woont en werkt sinds 1974 in Vlaanderen.

## Levensloop
Helsen genoot een toneelopleiding aan het Conservatorium te Antwerpen. Zij was vast verbonden aan de Koninklijke Nederlandse Schouwburg van 1977 tot 1984, en vanaf 1985 is zij werkzaam als freelancer.
Zij speelde bij Blauwe Maandag Compagnie, Koninklijk Jeugdtheater, Raamtheater, K.N.S., Fakkel en Meirtheater, Korrekelder Brugge, Echt Antwaarps Theater, Theater Zuidpool, Boulevardtheater en Komedie Compagnie.

## Werk

### Theater
1975-1976
- Schweyck in de Tweede Wereldoorlog (Brecht)
- Vrouwentransport (Gooch) - Charlotte

1976-1977
- Orestes (Claus) - Furie
- De Parochie van Miserie (Christaens)
- De nacht der Tribaden (Per Olov Enquist) - Marie Caroline David

1977-1978
- Dantons dood (Georg Büchner)
- Het gebochelde paardje (naar Jerschov) KJT - Het gebochelde paardje
- Fientje Beulemans (Fonson & Wicheler) - Marie

1978-1979
- Bloedbruiloft (Garcia Lorca)
- De Droom van Zotte Rik (Christaens) - Josée
- De eerste Dag (Eddie Asselbergs) - Lief
- De driestuiversopera (Brecht) - Dolly

1979-1980
- Thuis (Claus) - Lena Vergote
- Don Juan komt terug uit de oorlog (von Horvath)
- Colas Breugnon (Pavel Kohout) - Kokkin
- Rooms begonnen, half gewonnen (O'Malley) - Maria De Bondt

1980-1981
- Tijl (Grigorij Gorin)
- Een vreemd koppel (Neil Simon) - Truus Vink
- Het gebochelde paardje (naar Jerschov) KJT - Het gebochelde paardje
- De Minerva (Christiaens & Tillemans) - Karlien

1981-1982
- Een winters verhaal (Shakespeare) - Mopsa
- De wijze kater (Herman Heijermans) - Prinses Regina
- Moeder Courage en haar kinderen (Brecht) - Stomme Katrien
- Play Macbeth (Pavel Kohout) Raamtheater
- De Minerva (Christiaens & Tillemans) - Karlien

1982-1983
- Maria vecht met de engelen (Pavel Kohout) - Tereza
- De Meiden (Jean Genet) - Claire
- De vrede (Naar Aristofanes) - Dochter van Trygaios

1983-1984
- De Speler (Pavel Kohout) - Blanche
- De jaren dertig (Arthur Miller)
- De navel (Jean Anouilh) - Josephine
- De geschiedenis van Don Quichot... (Naar Servantes) Blauwe Maandag Cie - Sancho Panza

1984-1985
- De geschiedenis van Don Quichot... (Naar Servantes) Blauwe Maandag Cie - Sancho Panza
- Nacht Moeder (Marsha Norman) Fakkel/Meir - Jessie

1985-1986
- Met clowns op school (Waechter) KJT - Knuffel
- De geschiedenis van Don Quichot... (Naar Servantes) Blauwe Maandag Cie - Sancho Panza
- Schuldeisers (August Strindberg) De Korre - Thekla
- Wij gaan naar Benidorm (Eddy Asselbergs) Fakkel - Willemijn

1986-1987
- Met clowns op schoolreis (Waechter) KJT - Knuffel
- De knecht van twee meesters (Carlo Goldoni) KJT - Smeraldina

1988-1989
- Bompa 3 (Ruud De Ridder) Echt Antwaarps Teater - Julia

1989-1990
- Mevr. Klein (Nicholas Wright) Raamtheater - Paula Heimann

1990-1991
- Mevr. Klein (Nicholas Wright) Raamtheater - Paula Heimann

1993-1994
- Antigone (Brecht) KJT - Antigone
- De Braderij (Christiaens) KNS - Greta Goossens

1994-1995
- De keuken (Arnold Wesker) KNS - Mollie
- De Ratten (Gerhart Hauptmann) KNS - Frau Knobbe

1995-1996
- Geleerde vrouwen (Molière) KNS - Martine
- Het kryptogram (David Mamet) Raamtheater - Donny

1996-1997
- Medea (Steemans) Zuidpool - Medea

1997-1998
- Wonderkind (M.H. Surface) KJT - Moeder
- John Gabriel Borkman (Ibsen) KNS - Fanny Wilton

2000-2001
- Smullen met Snullen (Veber) - Marleen

2001-2002
- Smullen met Snullen (Veber) - Marleen

2002-2003
- Piet Piraat show St100 - Stien Struis
- De nagel van mijn kist (Veber) Boulevardtheater - Francine

2003-2004
- Piet Piraat show: de wenskist St100 - Stien Struis

2004-2005
- Piet Piraat show: kapitein Groenbaard St100 - Stien Struis

2005-2006
- Piet Piraat show: op Mango eiland St100 - Stien Struis

2006-2007
- Piet Piraat show: het geheim van Esmeralda St100 - Stien Struis

2007-2008 (hernomen in 2016)
- Piet Piraat show: de kleine Dino St100 - Stien Struis

2008-2009
- Zwijg Kleine (F. Kusz) Komedie Compagnie - Tante Gerda
- Piet Piraat show: het geheim van Lorre St100 - Stien Struis

2010
- Piet Piraat show: De grote Griezelshow St100 - Stien Struis

2011
- Piet Piraat show: Radio de Scheve Schuit St100 - Stien Struis

### Televisie en film
- Centraal Station (1974)
- Hellegat (1980)
- Het Pleintje (1986) - als verpleegster Bernadette
- Paniekzaaiers (1986) - als dame in verkeerd geparkeerde wagen
- Bompa (1989-1991) - als Julia Vleugels
- De Familie Backeljau (1997) - als Loes
- Wittekerke (1997) - als directrice Duchateau
- Heterdaad (1997) - als moeder van Sarah Verhoeven
- Thuis (1997) - als rechter
- Lili en Marleen (1997, 1999) - als Stella
- Deman (1998) - als Dora Pattyn
- Hof van Assisen (1998) - als Josiane van Avermaete
- Gilliams & De Bie (1999) - als Marianne Crabbeels
- Samson en Gert (1999) - als moeder van Tuur
- Verschoten & Zoon (1999) - als zuster Virginie
- Samson en Gert (1999) - als tante Constance
- De kotmadam (1999) - als moeder van Tineke
- De Makelaar (1999-2000) - als Betty Gillis
- Recht op recht (1999-2002) - als voorzitter van de rechtbank
- 2 Straten verder (2000) - als vrouw van Albert
- Samson en Gert (2000) - als Jolanda Boogscheut
- Pa heeft een lief (2000) - als vrouw met honden
- Verschoten & Zoon (2000) - als Madeleine
- Spoed (2000-2004) - als baliebediende Vanessa Meurant
- Piet Piraat (2001-2004) - als Stien Struis
- Big & Betsy (2002) - als mevrouw Goedgebuur
- Spirited Away (2003) - als Yubaba en Zeniba (stem)
- The Fairytaler (2003-2005) - verschillende personages (stem)
- Flikken (2004) - als cafébazin Greta
- Hallo België! (2005) - als Frea
- Piet Piraat en de betoverde kroon (2005) - als Stien Struis
- Kinderen van Dewindt (2005, 2007) - als Monique
- Piet Piraat en het vliegende schip (2006) - als Stien Struis
- Hotel op stelten (2008) - als klagende dame
- Piet Piraat en de pompoenkoning (2008) - als Stien Struis
- Mega Mindy (2008) - als boswachter
- Piet Piraat en het zwaard van Zilvertand (2008) - als Stien Struis
- LouisLouise (2009) - als Gina Vermeulen
- Piet Piraat en het Schotse spook (2009) - als Stien Struis
- Goesting (2010) - als Rita
- David (2010) - als huishoudster Christiaan
- Piet Piraat en de mysterieuze mummie (2010) - als Stien Struis
- Ella (2010, 2011) - als Carla Martens
- Aspe (2011) - als Suzanne Claes
- Rox (2011) - als Gretel Steinkopf
- De kotmadam (2011) - als Lieve
- Zone stad (2012) - als Annie
- Piet Piraat en het zeemonster (2013) - als Stien Struis
- Binnenstebuiten (2013) - als Lilianne
- De avonturen van K3 (2015) - als Maxine (stem)
- Thuis (2015-2016, 2019) - als Katleen
- Kosmoo (2016) - als bazin van hond Fifi
- De kotmadam (2016) - als Rosette
- Pippa (2016) - als Mia
- Urbanus: De vuilnisheld (2019) - als madam Pif (stem)
- Toy Story 4 (2019) - Margaret de Winkel Eigenaresse en Bitey White (stem)
- Fair Trade (2023) - als Denise
- Assisen: De balletmoord (2023) - als Cathy
- De raad van Soekie (2024) - als Rachel Swartenbroeckx
- Familie (2024-heden) - als Brigitte De Wulf